# Ulrike von Pogwisch
Ulrike Henriette Adele Eleonor von Pogwisch, auch Ulrica von Pogwisch, (* 29. Oktober 1798 in Königsberg, Ostpreußen; † 23. September 1875 in Schleswig) war eine deutsche Priorin und die Schwester von Johann Wolfgang von Goethes Schwiegertochter.

## Leben
Ulrike von Pogwisch war die zweite Tochter von Wilhelm Julius von Pogwisch (* 30. Juli 1760 in Domnau im Landkreis Bartenstein; † 7. Dezember 1836 in Goddentow in Hinterpommern), königlich-preußischer Major der Kavallerie und dessen Ehefrau Henriette Ulrike Ottilie von Pogwisch, einer Enkelin des Generalleutnants Viktor Amadeus Henckel von Donnersmarck; ihre Schwester war Ottilie, verheiratet mit August von Goethe. Ihre Taufe fand am 7. Dezember 1798 in Königsberg auf den Namen Ulricke Henriette Adele Elmire von Pogwisch statt.
Nach der frühen Trennung ihrer Eltern 1802 war die Kindheit Ulrikes von zahlreichen Ortswechseln geprägt: Lausitz, Triesdorf, Ansbach, Ludwigslust und Dessau hießen die Stationen, welche Ulrike von Pogwisch auf der Suche nach einer geeigneten Stelle als Hofdame aufsuchte.
1806 siedelte ihre Mutter zu deren Mutter, der Gräfin Eleonore Maximiliane Ottilie Henckel von Donnersmarck über, die im gleichen Jahr das spätere Pogwisch-Haus in Weimar erworben hatte, das unmittelbar südlich von Goethes Gartenhaus lag; ihre beiden Töchter holte sie kurz darauf nach. Ulrikes Vormund wurde kurz darauf Graf Albert Cajetan Edling (1772–1841).
Bereits im Alter von neun Jahren wurde Ulrike beim St.-Johannis-Kloster vor Schleswig eingeschrieben; damit wurde ihr für eine spätere Zeit ein Platz im Frauenstift reserviert. Hierzu benötigte sie zu ihrer preußischen Staatsbürgerschaft auch die dänische; ihr Naturalisationspatent erhielt sie am 22. Mai 1807 durch König Christian VII.

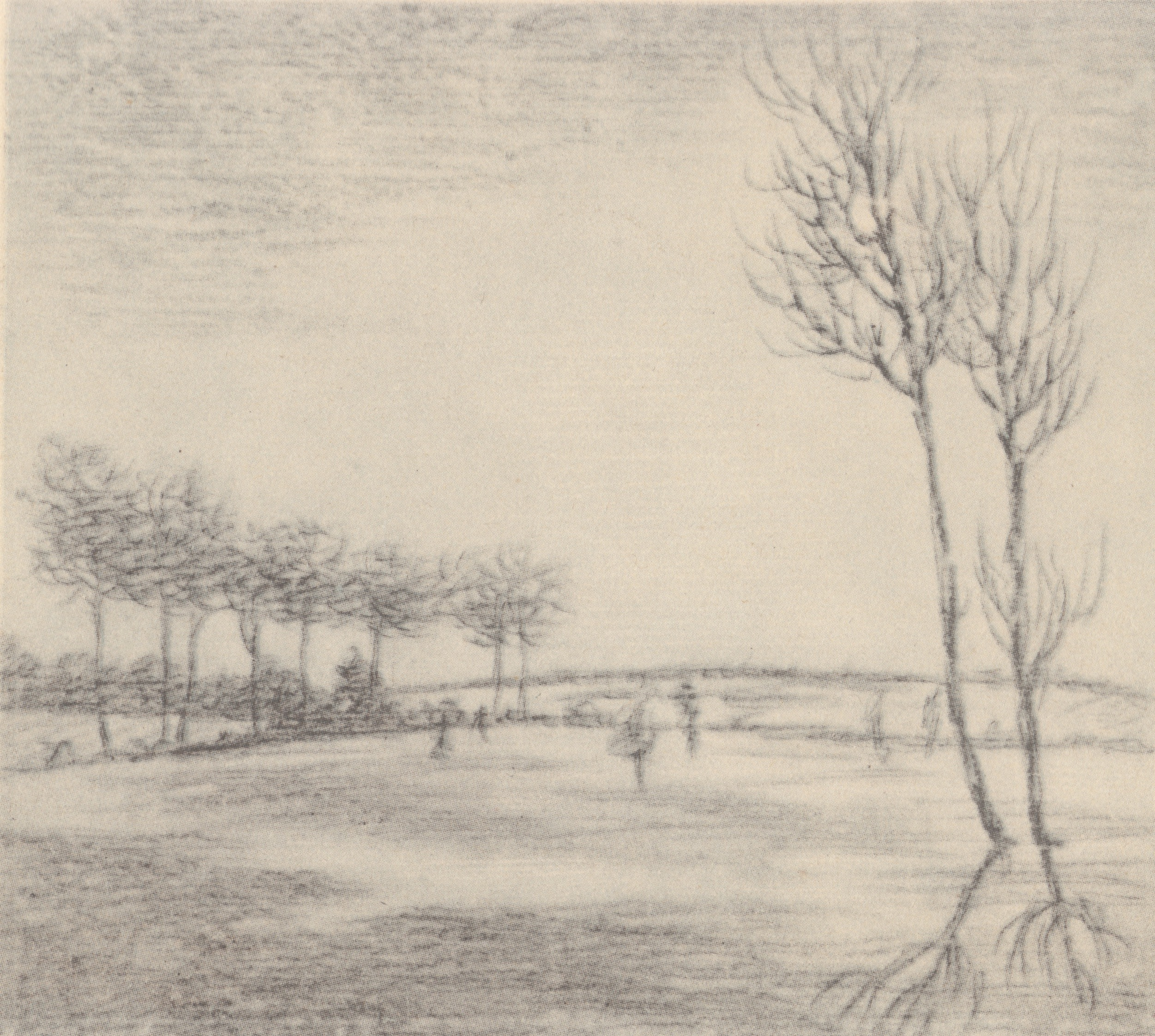
Winterliche Mondlandschaft am Schwansee von Johann Wolfgang von Goethe

In Weimar fanden die beiden Geschwister schnell gesellschaftlichen Anschluss; diese Kontakte führten beide jungen Frauen zu einer häuslich-familiären Nähe zur Familie Goethes. Einige Monate nach der Hochzeit ihrer Schwester mit dem einzigen Sohn Goethes folgte Ulrike ihr 1817 in die Mansardenwohnung in Goethes Wohnhaus am Frauenplan; Ulrike lebte zehn Jahre im Haus des alternden Dichters, den sie auch „Bester Vater“ nannte und der ihr unter anderem eine Winterzeichnung schenkte. Er signierte 1827 ihr Stammbuchblatt mit zwei Versen unter einem Stich von 1822, der sein an der Ilm gelegenes Gartenhaus zeigt. Aufgrund des Wunsches ihres Schwagers räumte sie ihr Quartier und ging zu ihrer Mutter, um sie bis zu ihrem Tod 1851 zu betreuen.
1859 entschloss sie sich, auf den reservierten Platz im St. Johannis-Kloster zurückzugreifen, siedelte nach Schleswig über und trat die für sie freigehaltene Stelle als Konventualin an; auf dem klösterlichen Areal ließ sie sich ein kleines Häuschen bauen und wurde 1864 zur Priorin des Klosters gewählt.
Ulrike knüpfte vielfältige Verbindungen mit der Bürgerschaft der Stadt, besonders eng war der Kontakt zur Literaten- und Juristen-Familie Heiberg, besonders zur späteren Schriftstellerin Asta Heiberg.
Unter großer Anteilnahme wurde sie von Holmer Fischern auf den Klosterfriedhof zu Grabe getragen; dort steht ihr eisernes Grabkreuz noch heute.
Zwei Mitglieder der Familie Goethe erwiesen ihrer Tante die letzte Ehre: Walter Wolfgang und Wolfgang Maximilian von Goethe, beides Enkelsöhne von Johann Wolfgang von Goethe.
Das Tafelsilber der Familie Goethe vermachte sie dem St. Johannis-Kloster; ihre Briefe befinden sich im Goethe- und Schiller-Archiv.